# Impellitteri
Az Impellitteri egy amerikai heavy metal zenekar, melyet a gitáros Chris Impellitteri alapított 1987-ben. A zenekar fennállása óta kilenc nagylemezt adott ki, Chris Impellitteri pedig komoly gitárosi hírnévre tett szert, technikás játéka révén. A zenekar pályafutása során olyan legendás énekesekkel dolgozott, mint Rob Rock, vagy az egykori Rainbow vokalista Graham Bonnet. 2003 és 2009 között a kevésbé ismert Curtis Skelton volt a zenekar énekese. Legutóbbi nagylemezük 2009-ben jelent meg Wicked Maiden címmel.

## Pályafutás
Chris Impellitteri és Rob Rock alakította az együttest Los Angelesben 1987-ben. Ted Days basszusgitárossal és Loni Silva dobossal kiegészülve rögzítették a zenekar nevét viselő EP-t. Az anyag 1987. január 21-én jelent meg. A felvétel rendkívül energikus heavy metalt tartalmazott, melyben külön figyelmet érdemelt Rob Rock énekteljesítménye és Chris virtuóz gitárjátéka.
A teljesen fekete borítojú EP-t, hamarosan csak "a fekete EP"-nek kezdték hívni a rajongók. Az anyag jó kritikákban részesült, helyenként a Racer X együttessel vonva párhuzamot, ahol szintén kiemelt szerepet kapott a technikás gitárjáték.
A megjelenést követően Rob kiszállt, helyére az egykori Rainbow énekes Graham Bonnet került. A debütáló nagylemez 1988-ban jelent meg Stand in Line címmel. A korongon már Chuck Wright (ex-Quiet Riot) basszusgitározott, Phil Wolfe billentyűzött, valamint a későbbi Mr. Big tag Pat Torpey dobolt.
Az MTV gyakran játszotta a címadó dal klipjét, Chris pedig meghívást kapott a népszerű Headbanger's Ball című műsorba. Ezek hatására az album bekerült a Billboard 100-as listájába és ott is maradt 5 hónapig.
Wright és Torpey azonban elhagyta a zenekart. Ezt követően Mark Weitz énekessel és Claude Schnell billentyűssel is próbálkoztak, de a rengeteg tagcsere miatt Chris feloszlatta a zenekart.
Chris azonban hamarosan újrakezdte. 1992-ben új lemez jelent meg, melyen ismét Rob Rock volt hallható, de Chuck Wright is visszatért. A dobokat Ken Mary segítségével rögzítették aki korábban a Fifth Angel dobosa is volt többek között, de pályafutása során megfordult az Accept, a Bonfire, a Chastain, a House of Lors, a TKO és az Alice Cooper zenekarokban is.
A Grin and Bear It című album hard rockosabb törekvéseivel nem aratott egyértelmű sikert
1993-ban Victim of the System címmel jelentettek meg egy EP-t, melyen Rob és Chris mellett James Amelio Pulli basszusgitáros és Mark Bistany dobos volt hallható.
Egy év múlva megjelent a 3. stúdiólemez is, mely Answer to the Master címmel került a boltokba. Zeneileg visszatértek gyökereikhez, az album olyan volt, mint a debütáló EP egy jobb hangzással. Ezen a billentyűs hangszereket már Mike Smith kezelte, a dobok mögött pedig ismét Ken Mary ült. A korongon szerepelt James Christian is, aki a House of Lors énekese.
Az 1996-os Screaming Symphony albumon már Edward Harris Roth kezelte a billentyűs hangszereket. A lemez hangzásáért Michael Wagner felelt aki korábban a Metallica és Ozzy Osbourne mellett bizonyított. A lemez vegyes fogadtatásban részesült. Ezen az anyagon található a legendás "17th Century Chicken Pickin" című instrumentális szerzemény, mely Chris átlagon felüli technikai tudását hivatott demonstrálni.
1997-ben egy újabb EP jelent meg Fuel for the Fire címmel, amit szintén 97-ben követett az Eye of the Hurricane nagylemez. A lemez pályafutásuk egyik legerősebb alkotása lett, amivel Európában is sikerült új rajongókat szerezniük. Az anyagot a JVC adta ki, akik 1992 óta gondozzák a zenekar lemezeit.
1998-ban egy Live! Fast! Loud! című koncertlemezt adtak ki, melyet két év múlva követett nagylemez. A turnékon már Glen Sobel dobolt. A Crunch album 2000-ben jelent meg. Zeneileg egy kísérletezősebb anyag készült, mely nem aratott egyöntetű sikert.
A lemez megjelenése után Rob Rock úgy döntött, hogy inkább szólókarrierjére koncentrál, ezért elhagyta az együttest.
Chris ismét Graham Bonnet személyében látta a kiutat. Bonnet énekével készült el a 2002-es System X album. Az anyag megjelenése után napvilágot látott egy találó című válogatáslemez is a The Very Best of Impellitteri: Faster Than the Speed of Light.
Bonnet azonban hamarosan kilépett, helyére Curtis Skelton került. 2004-ben jelent meg a zenekar legagresszívabb albuma a Pedal to the Metal.
Ezt követően kisebb csend keletkezett körülöttük, majd 2008 májusában bejelentették, hogy ismét Rob Rock énekessel készül a következő album. A 2009-ben megjelent Wicked Maiden folytatta azt, a neoklasszikus heavy/power metalt ami annak idején híressé tette őket.
A megjelenést a shredfest turné követte.
A zenekart gyakran tévesen keresztény metalzenekarként tartják számon, de Rob Rock fontosnak tartja kihangsúlyozni, hogy az Impellitteri nem egy keresztény zenekar. Egy interjújában kifejtette, hogy Chris, Ken Mary, valamint jómaga hívő keresztény, de ez állítás a zenekar többi tagjára már nem érvényes, ezért a zenekar egészére is helytelen a megállapítás.

## Tagok
| - Rob Rock – ének - Chris Impellitteri – gitár - Ted Days – basszusgitár - Loni Silva – dob |                                                                                               |
| ------------------------------------------------------------------------------------------- | --------------------------------------------------------------------------------------------- |
| - Chris Impellitteri – gitár                                                                |                                                                                               |
|                                                                                             | - Rob Rock – ének - Chris Impellitteri – gitár - Chuck Wright – basszusgitár - Ken Mary – dob |

|                 | - Rob Rock – ének - Chris Impellitteri – gitár - James Amelio Pulli – basszusgitár - Mark Bistany – dob                                      |
|                 | - Rob Rock – ének - Chris Impellitteri – gitár - James Amelio Pulli – basszusgitár - Edward Harris Roth – billentyű - Ken Mary – dob         |
|                 | - Rob Rock – ének - Chris Impellitteri – gitár - James Amelio Pulli – basszusgitár - Edward Harris Roth – billentyű - Glen Sobel – dob       |
|                 | - Graham Bonnet – ének - Chris Impellitteri – gitár - James Amelio Pulli – basszusgitár - Edward Harris Roth – billentyű - Glen Sobel – dob  |
| 1988            | - Graham Bonnet – ének - Chris Impellitteri – gitár - Chuck Wright – basszusgitár - Phil Wolfe – billentyű - Pat Torpey – dob                |
| 2003-2008       | - Curtis Skelton – ének - Chris Impellitteri – gitár - James Amelio Pulli – basszusgitár - Edward Harris Roth – billentyű - Glen Sobel – dob |
| 2008-napjainkig | - Rob Rock – ének - Chris Impellitteri – gitár - James Amelio Pulli – basszusgitár - Edward Harris Roth – billentyű - Glen Sobel – dob       |

## Diszkográfia
| Nagylemezek - Stand in Line (1988) - Grin and Bear It (1992) - Answer to the Master (1994) - Screaming Symphony (1996) - Eye of the Hurricane (1997) - Crunch (2000) - System X (2002) - Pedal to the Metal (2004) - Wicked Maiden (2009) | EP-k - Impellitteri (1987) - Victim of the System (1993) - Fuel for the Fire (1997) Koncertlemezek - Live! Fast! Loud! (1998) Válogatások - The Very Best of Impellitteri: Faster Than the Speed of Light (2002) |